# Katie Gallagher
Kathryn Marie "'Katie" Gallagher (15 de agosto de 1986 – 23 de julio de 2022) fue una diseñadora de moda estadounidense y fundadora de su propia marca en la ciudad de Nueva York. Los diseños de Gallagher aparecieron en las revistas Vogue Italia, Elle, Interview y Refinery 29. Refinery 29 la identificó como una de las seis diseñadoras a seguir. En enero de 2010, Gallagher fue nombrada semifinalista en la búsqueda de diseñadores de moda emergentes de la Ecco Domani Fashion Foundation 2009/2010.

## Primeros años y educación
Katie Gallagher nació en el oeste de Pensilvania y allí pasó su primera infancia. Sobre su juventud, Gallagher dijo: "Nunca llevaba zapatos y odiaba llevar ropa (pero siempre llevaba a mi gato en la cabeza)!" Desde séptimo curso hasta el instituto, vivió en State College, Pensilvania, y aprendió a coser por su cuenta. Buscaba ropa vintage y la arreglaba en una pequeña máquina de coser Singer.
Gallagher se especializó en diseño de ropa en su primer año en la Escuela de Diseño de Rhode Island (RISD). Su primer proyecto de diseño de ropa en la RISD fue un vestido confeccionado con resortes hechos por ella misma. Gallagher hizo prácticas para Anna Sui durante el verano siguiente a su segundo año, y para threeASFOUR entre su tercer y cuarto año y también durante las vacaciones de invierno de su último año. Su proyecto de tesis de último año fue una colección íntegramente en negro. La colección incluía vestidos a medida, chaquetas de seda y cuero, y detalles como cadenas de plata y volantes. El trabajo que Gallagher realizó en RISD atrajo la atención de revistas de moda como Interview y Vogue Italia, y de compradores de las tiendas de moda SEVEN New York de Nueva York e I. T de Hong Kong. Los editores de las revistas comenzaron a entrevistar a Gallagher durante su último año de carrera. Katie Gallagher se licenció en Bellas Artes en Diseño de Indumentaria en mayo de 2009.[cita requerida]

## Carrera
Gallagher se trasladó a la ciudad de Nueva York y fundó "Katie Gallagher". Se trasladó a la zona de Chinatown en Manhattan. Gallagher empezó a trabajar en su colección SS10 (primavera/verano 2010) antes de presentarla en la New York Fashion Week en septiembre de 2009. Hizo bocetos y pinturas para establecer el diseño de la línea antes de la fabricación. La colección SS10, titulada "Veil", fue bien recibida por la prensa. Presentó fotos de la línea a la Ecco Domani Fashion Foundation para que la tuvieran en cuenta en su búsqueda de diseñadores emergentes 2009/2010. En enero de 2010, Gallagher recibió la notificación de que había sido semifinalista en la búsqueda de Ecco Domani Fashion Foundation 2009/2010.[cita requerida]
Gallagher presentó las colecciones SS10, AW10, SS11, AW11, SS12 y AW12 en la Semana de la Moda de Nueva York. Su colección SS10 fue calificada de "oscuramente futurista, elegante" en Refinery 29. "The Heart of the Woods and What I Found There", su colección AW10, presentaba "oscuras capas separadas, con destellos de crema, gris y verde". Considerada "deportiva pero agresiva", la colección SS11 de Gallagher, 2Arena", se inspiraba en el atletismo, en particular en el running. "Gris-Gris", su colección AW11, bautizada con el nombre del bolso talismán vudú, presentaba "grises y negros, asimetrías y volúmenes paradójicos", y "ojos fuertemente ennegrecidos y un detalle de ojo ciborg". Al hablar de su colección SS12, "Red Red Blood", Gallagher especificó que no era "la sangre de las pesadillas de brutalidad, sino la sangre sanguínea, viva y del rojo más brillante." Los detalles incluían maquillaje inspirado en el torrente sanguíneo y pelo inspirado en el corazón. AW12 "Silent Soil" se inspiraba en el bosque. Los tejidos de la colección incluían lana hervida, piel de oveja, cuero, seda y gasa. Los leggings "marca de la casa" de Gallagher se utilizaron en la colección, pero no se destacaron como en desfiles anteriores.
Algunos de los diseños de Katie Gallagher han sido utilizados, prestados para sesiones editoriales, por Daphne Guinness y, de forma continuada, por el estilista de Lady Gaga, Nicola Formichetti. La lista de distribuidores de la línea Katie Gallagher ha crecido hasta incluir tiendas de alta gama de todo el mundo.
Al explicar su método de diseño, Gallagher dijo: "Todo lo que hago empieza con mis pinturas, que he hecho cada temporada antes de la construcción. Me encanta intentar recrear una versión tridimensional de lo que he dibujado; requiere un patronaje bastante poco convencional."
El 5 de noviembre de 2012, Gallagher lanzó la línea de ropa de difusión Katie by Katie Gallagher, que incluye tanto prendas separadas como piezas de joyería.

## Muerte
Katie murió inesperadamente en su casa de Nueva York el 23 de julio de 2022. El 24 de marzo de 2023, la NYPD anunció que su muerte se había considerado un homicidio.

## Colecciones de diseño
- SS10 "Veil" se presentó en septiembre de 2009 en la New York Fashion Week en The Tribeca Grand Hotel.[19][7]
- AW10 "The Heart of the Woods y What I Found There" se presentó en febrero de 2010 en la New York Fashion Week en The Soho Grand Hotel.[20]
- SS11 "Arena" se presentó en septiembre de 2010 en Stoll. New York Fashion Week.[21]
- AW11 "Gris-Gris" was shown in February 2011 at New York Fashion Week at Milk Studios.[11]
- SS12 "Red Red Blood" se presentó en septiembre de 2011 en la New York Fashion Week en Milk Studios y en la Semana de la Moda de París en Stealth Projekt.[12]
- AW12 "Silent Soil" se presentó en febrero de 2012 en la New York Fashion Week en el The Standard Hotel y en la Semana de la Moda de París en el Stealth Projekt.[13]
- SS13 "Everything Forever" se presentó en septiembre de 2012 en la New York Fashion Week en el The Standard Hotel.[22]
- AW13 "The Winter Froze You Away" se presentó en febrero de 2013 en la New York Fashion Week en The Standard Hotel.
- SS14 "Bloom"  se presentó en septiembre de 2013 en la New York Fashion Week en 55 Gansevoort.
- FW14 "Wonderworld"  se presentó en febrero de 2014 en la New York Fashion Week en The Highline Hotel.
- SS15 "Fantasm"  se presentó en septiembre de 2014 en la New York Fashion Week en The Highline Hotel.
- FW15 "Navy Eyes"  se presentó en febrero de 2015 en la New York Fashion Week en Pier 59 Studios.
- SS16 "Chinatown"  se presentó en septiembre de 2015 en la New York Fashion Week en Supermarket Gallery y en la Semana de la Moda de París.
- FW16 "Veiled"  se presentó en febrero de 2016 en la New York Fashion Week en The Roxy Hotel.
- SS17 "Eclipse"  se presentó en septiembre de 2016 en la New York Fashion Week en Foley Gallery.
- FW17 "Hallow"  se presentó en febrero de 2017 en la New York Fashion Week en Projective Space.
- SS18 "Rain"  se presentó en septiembre de 2017 en la New York Fashion Week en 725 Washington Street.
- FW18 "True Red"  se presentó en febrero de 2018 en la New York Fashion Week en Mailroom NYC 110 Wall Street.
- SS19 "Rosemary"  se presentó en septiembre de 2018 en la New York Fashion Week y en la Semana de la Moda de París.
- FW19 "TenTenTen"  se presentó en febrero de 2019 en la New York Fashion Week y en la Semana de la Moda de París.
- SS20 "Bath House"  se presentó en septiembre de 2019 en la New York Fashion Week y en la Semana de la Moda de París.
- FW20 "The Danger of Tears"  se presentó en febrero de 2020 en la New York Fashion Week y en la Semana de la Moda de París.
- SS21 "Orpiment"  se presentó en septiembre de 2020 en la New York Fashion Week via CFDARunway360.
- FW21 "Ocean Grey"  se presentó en febrero de 2021 en la New York Fashion week via CFDARunway360.
- SS21 "Cicadas"  se presentó en octubre de 2021 durante la Paris Fashion Week.
- FW22 "Chordeva"  se presentó en febrero de 2022 durante la New York Fashion Week.